# Valløy
59°15′40″N 10°29′40″Ø / 59.26111°N 10.49444°Ø
Valløy eller Vallø er en halvø ved Oslofjorden i Slagen i Tønsberg kommune i Vestfold og Telemark. Halvøen er kun cirka 1 km lang og en halv km bred, men har alligevel været vigtig i både  national og lokal industrihistorie. Valløy lå i den  tidligere Sem kommune, som blev lagt sammen med Tønsberg i 1988.

## Historie
I 1739 blev Vallø saltværk oprettet. Værket var i drift frem til 1860 da det blev nedlagt. 
Siden kom flere industrivirksomheder, blandt andet Vallø glasværk, Vallø tapetfabrik og fra 1899 Skandinaviens første olieraffinaderi. Den første destillationsmester var østrigeren Frantz Drtina. Allerede efter få år fik dette selskab problemer med lønsomheden, og i 1905 blev et nyt selskab A/S Vallø Oljeraffineri startet. olieraffinaderiet var angrebsmålet da Valløy blev bombet en uge før freden i 1945. 
I forbindelse med saltværket blev Valløy kirke bygget i 1782. 
I 1820'erne blev Valløy anløbssted for Norges første dampskib, Constitutionen. 
Under napoleonskrigene blev Valløy i 1808 udstyret med kanonbatteri og kystværn for at forsvare indsejlingen til Tønsberg by og saltværket.  
24. april 1945 blev olieraffinaderiet og øen bombet af britiske fly. Mindst 52 civile nordmænd blev dræbt og et ukendt antal tyske soldater mistede livet.
Olieraffinaderiet, som blev drevet af Esso Norge fra 1905, kom ikke i drift igen før i begyndelsen af 1950'erne. Tapetfabrikken blev også genopbygget. Da der var flest boede der over 500 mennesker på halvøen, men efter 2. verdenskrig sank antallet radikalt.
Valløy skole var i brug fra 1915 til 1942.

## Forurening
I flere år deponerede Esso op mod 40.000 ton  asfaltlignende syrebeg, der var  affaldsprodukter fra smøreolieproduktionen på olieraffinaderiet, i flere deponier på østsiden af Valløy. Stoffet ble produceret på Vallø frem til 1960. Da Esso Norge  nedlagde virksomheden på øen i 2001, blev industrianlæggene fjernet, men deponierne langs vandet blev kun indhegnet, men ikke fjernet. 

## Eksterne kildere og henvisninger
- Grundig om Valløys historie Arkiveret 29. august 2011 hos  Wayback Machine
- Søk på «Valløy» i Bygdebok for Sem og Slagen (Webside ikke længere tilgængelig)
- Søk på «Vallø» i Bygdebok for Sem og Slagen (Webside ikke længere tilgængelig)
- Galleri NORs historiske fotografier fra Vallø 1907-1950
- Prinds Christians batterie Arkiveret 19. januar 2012 hos  Wayback Machine, fra festningsverk.no